# 瓜奇帕斯縣

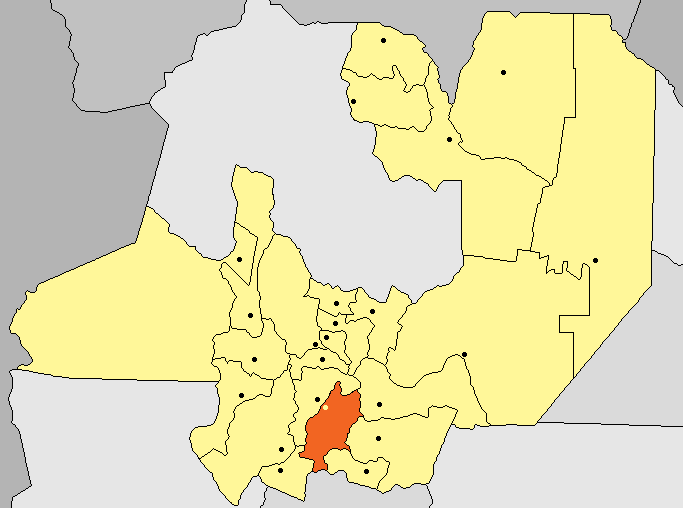

23°31′21″S 65°30′37″W / 23.52250°S 65.51028°W
瓜奇帕斯縣（西班牙語：Departamento de Guachipas），是阿根廷的縣份，位於該國西北部薩爾塔省，首府設於瓜奇帕斯，面積2,785平方公里，2010年人口3,187，人口密度每平方公里1.14人。